# Coliforme Bakterien

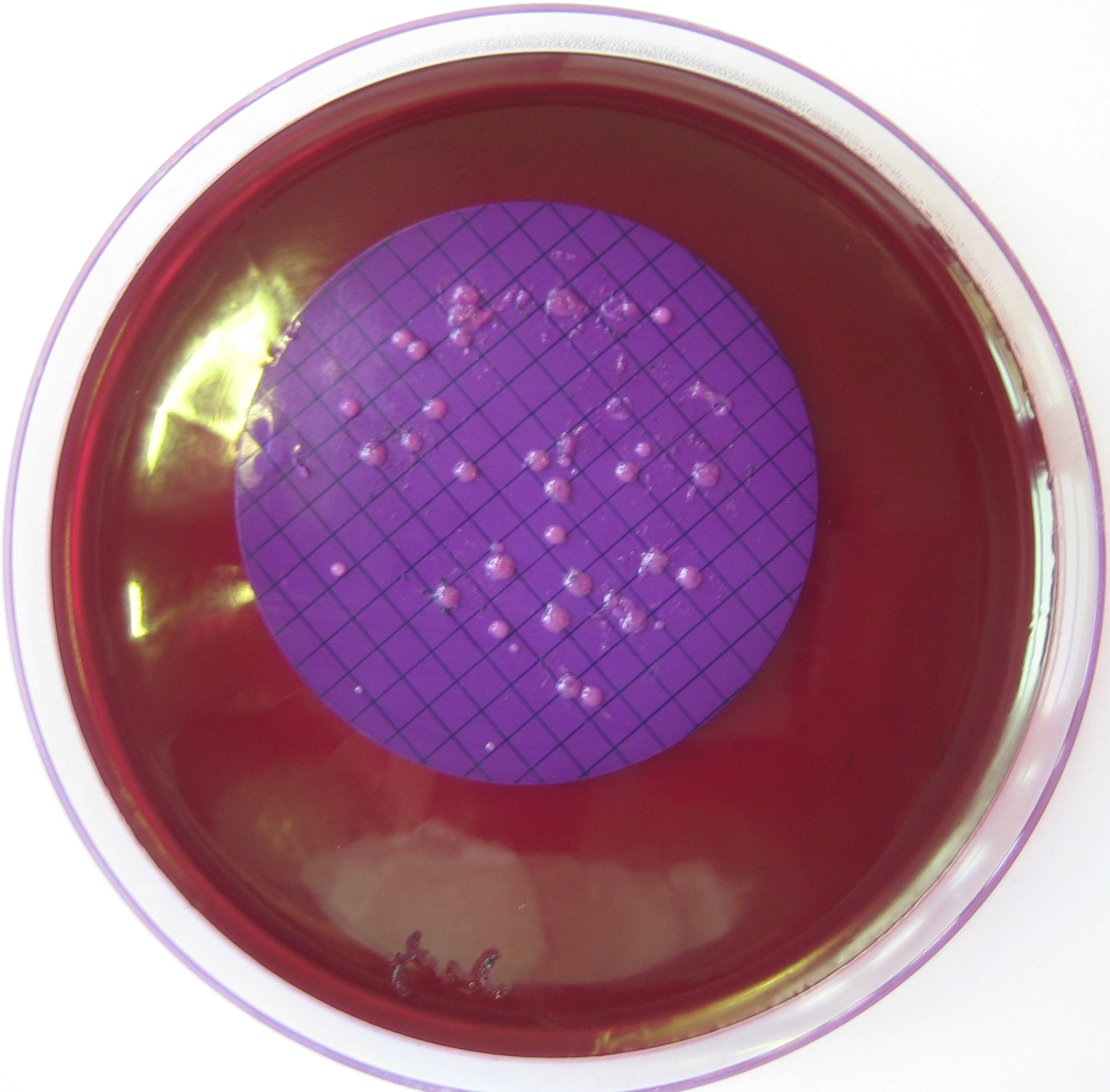
Membranfiltration von Trinkwasser auf Endo-Agar mit Lactose-positiven Kolonien

Als coliforme Bakterien, Fäkalcoliforme oder thermotolerante Coliforme bezeichnet man lactosespaltende gramnegative, fakultativ anaerobe, stäbchenförmige Bakterien, die aus Lactose innerhalb von 48 Stunden bei 35 °C Säure und Gase produzieren. Dazu zählen unter anderem die Gattungen Citrobacter, Enterobacter, Escherichia und Klebsiella. Sie sind Indikatororganismen für sanitäre Qualität von Wasser und ein Hygieneindikator in der Lebensmittelherstellung. Es handelt sich um eine historisch gewachsene, nicht taxonomische Einteilung, da es in der Praxis schwierig war, Escherichia coli mit rein biochemischen Nachweisverfahren von anderen Enterobakterien zu unterscheiden. In der Regel wird die Gasbildung durch Lactosefermentation im MPN-Titerverfahren untersucht. Hierbei wird häufig eine BRILA-Bouillon (Brillantgrün-Galle-Lactose-Bouillon) verwendet. Es gibt jedoch auch feste Nährböden: Eosin-Methylen-Blau-Agar (EMB) mit Lactose und Eosin oder Endo-Agar mit Lactose, Fuchsin und Sulfit oder MacConkey-Agar und Violet Red Bile Agar mit Neutralrot als pH-Indikator, der Lactosefermentation als pinke Kolonien anzeigt, und Membranfiltrationstests, die eine Bildung von Aldehyden anzeigen.

## Trinkwasser
Coliforme Bakterien dienen laut der Trinkwasserverordnung als Verschmutzungsindikator für Trinkwasser. Als Grenzwert laut Trinkwasserverordnung dürfen Coliforme Bakterien in 100 ml Wasserprobe nach einem Anreicherungsverfahren nicht nachweisbar sein. Werden erhöhte Werte festgestellt, müssen Maßnahmen getroffen werden, diese Bakterien im  Trinkwasser abzutöten (Chlorung, Ozonierung) bzw. auszuspülen.